# Pentacodòntids
Els pentacodòntids (Pentacodontidae) són una família extinta de mamífers de l'ordre dels cimolests que visqueren a Europa i Nord-amèrica des del Paleocè inferior fins a l'Eocè inferior, fa entre 54,9 i 63,8 milions d'anys. Se n'han trobat restes fòssils a Bèlgica, el Canadà i els Estats Units. Es caracteritzen per la grandària exagerada de les quartes dents premolars. El considerable desgast de les dents postcanines fa pensar que o bé es nodrien de preses de closca dura o bé s'empassaven una bona quantitat de sorra amb l'aliment. El pentacodòntid Bisonalveus podria ser el mamífer verinós més antic conegut. De vegades són classificats com una subfamília dels pantolèstids.